# رينيه شميت
رينيه شميت (بالألمانية: René Schmidt)‏ (30 أكتوبر 1974 بألمانيا - ) هو لاعب كرة قدم ألماني في مركز الوسط. لعب مع دينامو دريسدن ولوكوموتيف لايبزيغ ونادي أوردينغن 05 وFSV Zwickau ‏.

## وصلات خارجية
- رينيه شميت على موقع قاعدة بيانات كرة القدم.إي يو (الإنجليزية)
- رينيه شميت على موقع بيانات كرة القدم. دي إي (الألمانية)
- رينيه شميت على موقع عالم كرة القدم.نت (الإنجليزية)